# Priscilla Coolidge
Priscilla Coolidge (Lafayette (Tennessee), 1941–Thousand Oaks (California), 2 de octubre de 2014) fue una artista estadounidense y hermana de Rita Coolidge.

## Biografía
Entre 1969 y 1979, estuvo casada con Booker T. Jones, que produjo el primer álbum en solitario de Coolidge, Gypsy Queen. Luego, la pareja colaboró como dúo en tres álbumes: "Booker T. & Priscilla" de 1971; "Home Grown" de 1972; y "Chronicles" de 1973, que incluía la canción "Time", escrita por su hermana Rita, que supuestamente fue "prestada" por el batería Jim Gordon (antes miembro de la banda de Eric Clapton Derek and the Dominos y exnovio de Rita). Jones produjo el último álbum en solitario de Priscilla, "Flying", en 1979; su matrimonio terminó ese año.
En 1981 Coolidge se casó con el periodista y presentador de televisión Ed Bradley. Su matrimonio con Bradley acabó en divorcio y se casó por tercera vez con Michael Seibert.
En 1997, Coolidge fue una de los miembros fundadores de Walela, un trío musical de raíces nativas americanas, que incluía a las hermanas Coolidge's y Laura Satterfield. El trío grabó dos álbumes de estudio (Walela en 1997 y Unbearable Love en 2000), y un álbum en directo (Live in Concert) en 2004 además de una compilación (The Best of Walela) en 2007. Walela significa colibrí en Cherokee. Coolidge consideraba muy importante a este grupo no solo por honorar a sus ancestros cherokees como también poder llevar esta cultura a todos los demás.

## Muerte
Seibert y Coolidge fueron encontrados muertos en su casa en Thousand Oaks (California). El 2 de octubre de 2014, en lo que la policía local describió más tarde como un asesinato pasional. Según declaraciones de los vecinos, escucharan a la pareja en una acalorada discusión. Seibert supuestamente disparó a Priscilla en la cabeza y poco después se suicidó.